# Coloranti indigoidi
I coloranti indigoidi sono coloranti la cui struttura molecolare racchiude la funzione 1,4 dichetonica con insaturazione in posizione 2. Il capostipite dei coloranti indigoidi è l'indaco, noto fin dai tempi dell'antichità e avente due sostituenti ammino in posizione α rispetto alla funzione vinilica (ovvero in posizione vicinale rispetto al doppio legame). Un altro esempio di colorante indigoide noto è il 6,6'-dibromoindaco, costituente principale della porpora di Tiro, un tempo colorante ricavato dal murice e utilizzato per tingere le costosissime vesti di alti sacerdoti e componenti delle famiglie reali.
Gli indigoidi, come tutti i coloranti, sono classificati dal Color Index e il numero assegnato a questa classe di molecole coloranti va dal 73 000 al 73 999.